# 貝利馬納斯蒂爾
貝利馬納斯蒂爾是克羅地亞的城鎮，位於該國東部，距離首府奧西耶克32公里，由奧西耶克-巴拉尼亞縣負責管轄，面積55平方公里，2011年人口10,058。

## 外部連結
- Croatia struggles for post-war harmony （页面存档备份，存于）
- Theater of Beli Manastir